# 曹亚麟
曹亚麟（1955年—），字凡石，一字希之，江苏宜兴人，当代紫砂壶名家、中国工艺美术大师。

## 生平
曹亚麟出生于宜兴丁蜀镇。1971年进入宜兴紫砂工艺厂学习陶刻艺术。1976年考入景德镇陶瓷学院，学习陶瓷美术设计。1980年毕业后，次年进入紫砂工艺厂继续从事紫砂陶艺创作。他曾师从紫砂名家沈汉生、鲍志强。后赴中国紫砂博物馆从事紫砂陶创作、研究工作，担任副总工艺师。
曹亚麟于1989年获工艺美术师职称。1994年，晋升高级工艺美术师。2000年，获评为“江苏省工艺美术名人”。2005年，晋升研究员级高级工艺美术师职称。2008年，被评为“江苏省工艺美术大师”。2012年，获第六届“中国工艺美术大师”称号。
2022年10月，占地6000多平方米的曹亚麟紫砂艺术馆在丁蜀镇正式开馆。